# 콜린 패럴
콜린 제임스 패럴(Colin James Farrell, 1976년 5월 31일 ~ )은 아일랜드의 배우이다. 1998년 BBC 드라마 《벨리키스에인절》로 텔레비전에 처음으로 모습을 드러냈으며, 1999년에는 팀 로스가 감독한 영국 영화 《전쟁 지대》로 영화 데뷔를 했다. 2000년에는 조엘 슈매커 감독이 전쟁 영화 《타이거랜드》에 주연으로 발탁하면서 할리우드에 진출했다. 이후 슈매커의 심리 스릴러 《폰 부스》(2002)에 출연해 뉴욕의 공중전화 박스에서 인질극에 휘말렸고, 《S.W.A.T. 특수기동대》(2003)와 《리크루트》(2003)에 연속으로 캐스팅되면서 세계 영화 시장에 존재감을 어필했다. 같은 시기에 스티븐 스필버그의 SF 스릴러 《마이너리티 리포트》 (2002)에 출연하였으며, 슈퍼 히어로 영화 《데어데블》 (2003)에는 악당 불스아이 역으로 열연했다.
패럴은 독립 영화 《인터미션》 (2003)과 《세상 끝의 집》 (2004)에서 주연을 맡은 뒤 방향을 바꿔 올리버 스톤 감독의 전기 영화 《알렉산더》 (2004)와 테런스 맬릭 감독의 《뉴 월드》 (2005)에 출연했다. 이후 마이클 맨 감독의《마이애미 바이스》 (2006)와 존 판테이의 소설을 각색한 영화 《애스크 더 더스트》 (2006), 그리고 우디 앨런 감독의 《카산드라 드림》 (2007)에서 주연을 맡으면서 할리우드 감독들과 작가들에게 존재감을 입증했다. 하지만 그에게 골든 글로브상 뮤지컬·코미디 영화 부문 남우주연상을 안겨준 것은 마틴 맥도나 감독의 《킬러들의 도시》 (2008)였다.
블랙 코미디 영화 《스트레스를 부르는 그 이름 직장상사》 (2011)를 통해 평단의 호평을 받았으며, 이후 리메이크작들인 공포 코미디 영화 《프라이트 나이트》 (2011)와 SF 액션 영화 《토탈 리콜》 (2012) 그리고 마틴 맥도나 감독과의 두 번째 작품인 블랙 코미디 범죄 영화 《세븐 싸이코패스》 (2012)에 출연했다. 그는 또한 닐스 아르덴 오플레우 감독의 액션 영화 《퍼펙트》 (2013)와 전기 드라마 영화 《세이빙 MR. 뱅크스》 (2013)에 출연했다. 2014년에는 동명 소설을 각색한 초자연적 동화 영화 《윈터스 테일》에서 피터 레이크 역할로 주연을 맡았다.
2015년에는 HBO 드라마 《트루 디텍티브》 시즌 2에서 주연을 맡아 형사 레이 벨코로 역을 소화했으며, 요르고스 란티모스 감독의 SF 블랙코미디 로맨스 영화 《더 랍스터》에서 주연을 맡았다. 패럴은 《더 랍스터》에서의 역할로 많은 호평을 받았으며, 두 번째로 골든 글로브상 뮤지컬·코미디 영화 부문 남우주연상 후보에 올랐다. 2016년에는 《해리 포터》 스핀 오프 영화인 《신비한 동물사전》에서 마쿠자 국장이자 오러인 퍼시벌 그레이브스 역할을 멋지게 소화해냈다. 2017년에는 소피아 코폴라 감독의 《매혹당한 사람들》에 맥버니 장군 역으로 출연했으며, 요르고스 란티모스 감독의 《킬링 디어》에도 출연했다. 2022년 마틴 맥도나 감독의 영화 《이니셰린의 밴시》에서의 역을 통해 베네치아 영화제 볼피컵 남우주연상을 수상했다.

## 출연 작품

### 영화
| 년도 | 제목                                                           | 역할                          | 참고                                                                              |
| ---- | -------------------------------------------------------------- | ----------------------------- | --------------------------------------------------------------------------------- |
| 1997 | 드링킹 크루드 Drinking Crude                                   | 크릭                          |                                                                                   |
| 1999 | 전쟁 지역 The War Zone                                         | 닉                            |                                                                                   |
| 2000 | 디센트 크리미널 Ordinary Decent Criminal                       | 알렉                          |                                                                                   |
| 2000 | 타이거 랜드 Tigerland                                          | 롤랜드 보즈 일병              | 보스턴 영화 비평가 협회 남우주연상                                                |
| 2001 | 파이브 건즈 American Outlaws                                   | 제시 제임스                   |                                                                                   |
| 2002 | 하트의 전쟁 Hart's War                                         | 토마스 W. 하트 중위           |                                                                                   |
| 2002 | 마이너리티 리포트 Minority Report                              | 대니 위트워                   |                                                                                   |
| 2002 | 폰부스 Phone Booth                                             | 스투 셰퍼드                   |                                                                                   |
| 2003 | 베로니카 게린 Veronica Guerin                                  | 타투한 소년                   | 카메오                                                                            |
| 2003 | 데어데블 Daredevil                                             | 불스아이                      |                                                                                   |
| 2003 | 리크루트 The Recruit                                           | 제임스 더글라스 클레이튼      |                                                                                   |
| 2003 | S.W.A.T. 특수기동대 S.W.A.T.                                   | 짐 스트릿                     |                                                                                   |
| 2003 | 인터미션 Intermission                                          | 레이프                        |                                                                                   |
| 2004 | 세상 끝의 집 A Home at the End of the World                    | 바비 모로우 (1982)            |                                                                                   |
| 2004 | 알렉산더 Alexander                                             | 알렉산더 대왕                 |                                                                                   |
| 2005 | 뉴 월드 The New World                                          | 존 스미스 (탐험가)            |                                                                                   |
| 2006 | 마이애미 바이스 Miami Vice                                     | 제임스 "소니" 크로켓 형사     |                                                                                   |
| 2006 | 애스크 더 더스트 Ask the Dust                                  | 아투로 밴디니                 |                                                                                   |
| 2007 | 카산드라 드림 Cassandra's Dream                                | 테리                          |                                                                                   |
| 2008 | Kicking It                                                     | 내레이터                      | 다큐멘터리                                                                        |
| 2008 | 프라이드 앤 글로리 Pride and Glory                             | 지미 이건                     |                                                                                   |
| 2008 | 킬러들의 도시 In Bruges                                        | 레이                          | 골든 글로브상 뮤지컬 코미디 영화 부문 남우주연상 영국 독립 영화상 남우주연상 후보 |
| 2009 | 온딘 Ondine                                                    | 시라큐스                      |                                                                                   |
| 2009 | 앤드 오브 워 Triage                                            | 마크 왈쉬                     |                                                                                   |
| 2009 | 크레이지 하트 Crazy Heart                                      | 토미 스윗                     | 특별출연                                                                          |
| 2009 | 파르나서스 박사의 상상극장 The Imaginarium of Doctor Parnassus | 토니 (3번째)                  |                                                                                   |
| 2010 | 웨이 백 The Way Back                                           | 발카                          |                                                                                   |
| 2010 | 런던 블러바드 London Boulevard                                 | 해리 미첼                     |                                                                                   |
| 2010 | 버마 군인 Burma Soldier                                        | 나레이터                      | 다큐멘터리 영화                                                                   |
| 2011 | 스트레스를 부르는 그 이름 직장상사 Horrible Bosses             | 바비 펠리트                   |                                                                                   |
| 2011 | 프라이트 나이트 Fright Night                                   | 제리 댄드리지                 |                                                                                   |
| 2012 | 토탈 리콜 Total Recall                                         | 더글라스 퀘이드 / 칼 하우저   |                                                                                   |
| 2012 | 세븐 싸이코패스 Seven Psychopaths                              | 마티 파란난                   |                                                                                   |
| 2013 | 퍼펙트 Dead Man Down                                           | 빅터                          |                                                                                   |
| 2013 | 에픽: 숲속의 전설 Epic                                         | 로닌                          | 목소리 더빙                                                                       |
| 2013 | 세이빙 MR. 뱅크스 Saving Mr. Banks                             | 트래버스 로버트 고프          |                                                                                   |
| 2014 | 윈터스 테일 Winter's Tale                                      | 피터 레이크                   |                                                                                   |
| 2014 | 미스 줄리 Miss Julie                                           | 존                            |                                                                                   |
| 2015 | 더 랍스터 The Lobster                                          | 데이빗                        | 골든 글로브상 뮤지컬 코미디 영화 부문 남우주연상 후보                             |
| 2015 | 솔러스 Solace                                                  | 찰스 앰브로스                 |                                                                                   |
| 2016 | 신비한 동물사전 Fantastic Beasts and Where to Find Them        | 퍼시벌 그레이브스             |                                                                                   |
| 2017 | 어둠이 오기 전에 It's not yet dark                             | 내레이터                      | 다큐멘터리                                                                        |
| 2017 | 킬링 디어 The Killing of a Sacred Deer                         | 스티븐 머피 박사              |                                                                                   |
| 2017 | 매혹당한 사람들 The Beguiled                                   | 존 맥버니                     |                                                                                   |
| 2017 | 로만 J 이스라엘, 에스콰이어 Roman J. Israel, Esq.              | 조지 피어스                   |                                                                                   |
| 2018 | 위도우즈 Widows                                                | 잭 멀리건                     |                                                                                   |
| 2019 | 덤보 Dumbo                                                     | 홀트 파리어                   |                                                                                   |
| 2020 | 젠틀맨 The Gentlemen                                           | 코치                          |                                                                                   |
| 2020 | 에이바 Ava                                                     | 사이먼                        |                                                                                   |
| 2021 | 보이저스 Voyagers                                              | 리처드 올링                   |                                                                                   |
| 2021 | 애프터 양 After Yang                                           | 제이크                        |                                                                                   |
| 2022 | 더 배트맨 The Batman                                           | 오스왈드 "오즈" 코블팟 / 펭귄 |                                                                                   |
| 2022 | 서틴 라이브즈 Thirteen Lives                                   | 존 볼란텐                     |                                                                                   |
| 2022 | 이니셰린의 밴시 The Banshees of Inisherin                      | 파우릭 설리반                 |                                                                                   |
| 2025 | 어 빅 볼드 뷰티풀 저니 A Big Bold Beautiful Journey            | 데이비드                      |                                                                                   |
| 2025 | 푼돈 도박꾼의 노래 The Ballad of a Small Player                |                               |                                                                                   |

### 텔레비전
| 년도      | 제목                                       | 역할             | 참고                                     |
| --------- | ------------------------------------------ | ---------------- | ---------------------------------------- |
| 1998–1999 | 벨리키스엔젤 Ballykissangel                | 대니 번          | 18 에피소드 엔딩 크레딧 이름 "콜 패럴"   |
| 1998      | 폴링 폴 어 댄서 Falling for a Dancer       | 다니엘 맥카시    | 4 에피소드                               |
| 1999      | 미드소머 머더스 Midsomer Murders           | 켄 비버스        | 에피소드 : "Death in Disguise"           |
| 2003      | 도키 피즐 텔레비즐 Doggy Fizzle Televizzle | 호스트 출연      | 파일럿 에피소드                          |
| 2004      | SNL Saturday Night Live                    | 호스트 출연      | 에피소드 : "콜린 패럴/Scissor Sisters"   |
| 2005      | 스크럽스 Scrubs                            | 빌리 칼라한      | 카메오 출연, 에피소드 : "My Lucky Charm" |
| 2015      | 트루 디텍티브 True Detective               | 레이 벨코로 형사 | 8 에피소드                               |
| 2024      | 더 펭귄 The Penguin                        | 펭귄             | 8 에피소드                               |